# Knud Dittmer
Knud Dittmer (født 19. oktober 1941, død 17. september 2021) var en dansk skuespiller og teaterinstruktør.
Han var elev på Aalborg teaters elevskole, men forlod elevskolen i slutningen af 60'erne sammen med Anne Marie Helger, for at blive en del af Jomfru Ane Teatret.  Var aktiv i flere år på Jomfru Ane teatret som instruktør og skuespiller, og var i samarbejde med Klaus Hoffmeyer leder af teatret fra 1970-1973. 